# Leichtathletik-Weltmeisterschaften 2003/5000 m der Frauen

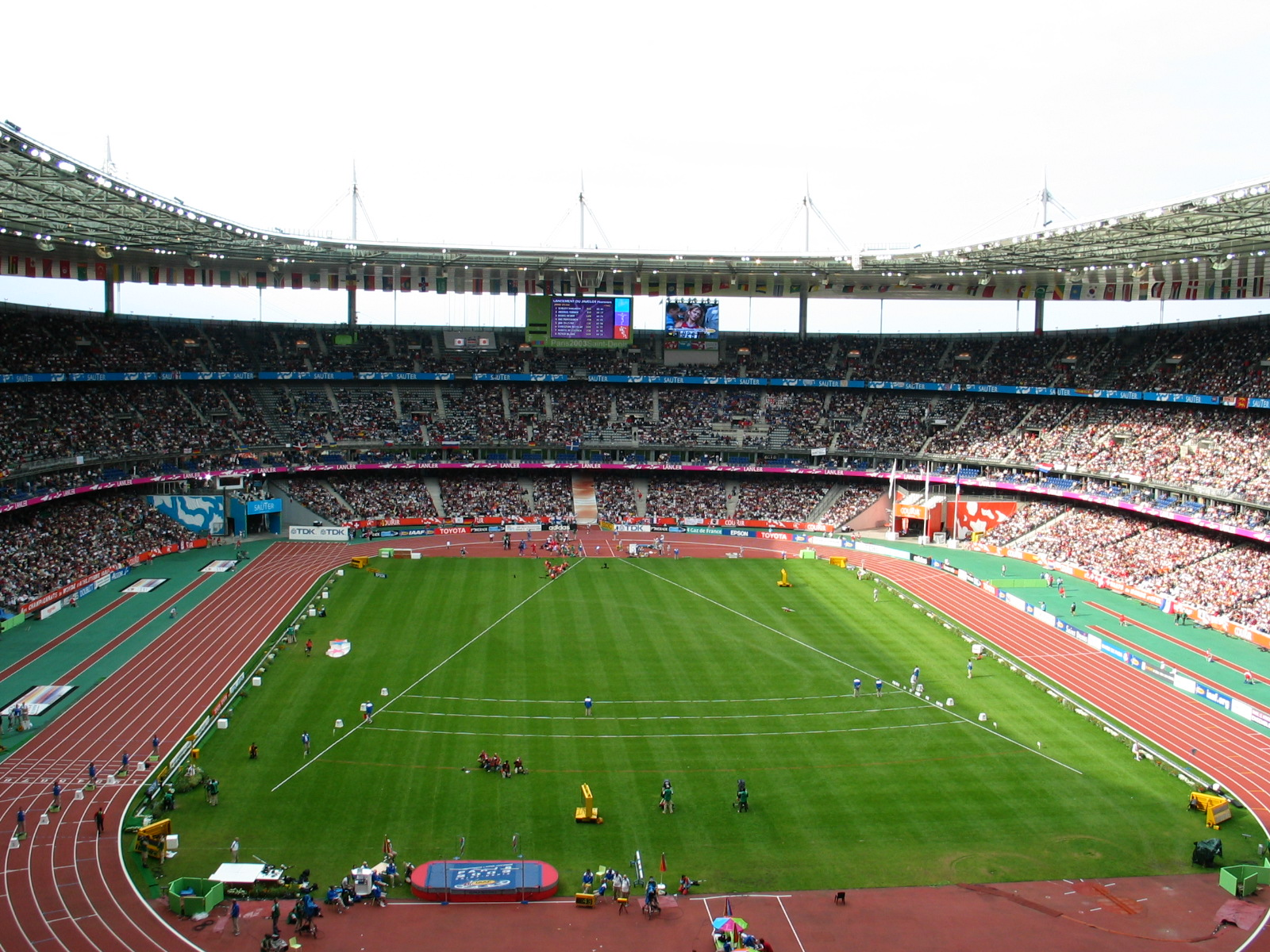
Stade de France in Paris/Saint-Denis am Schlusstag der Leichtathletik-Weltmeisterschaften

Der 5000-Meter-Lauf der Frauen bei den Leichtathletik-Weltmeisterschaften 2003 wurde am 26. und 30. August 2003 im Stade de France der französischen Stadt Saint-Denis unmittelbar bei Paris ausgetragen.
Weltmeisterin wurde die Äthiopierin Tirunesh Dibaba. Silber ging an die spanische Vizeweltmeisterin von 2001 und amtierende Europameisterin Marta Domínguez. Die Kenianerin Edith Masai errang die Bronzemedaille.

## Bestehende Rekorde
| Weltrekord | 14:28,09 min | Jiang Bo       | Shanghai, Volksrepublik China | 23. Oktober 1997 |
| WM-Rekord  | 14:41,82 min | Gabriela Szabo | WM 1999 in Sevilla, Spanien   | 27. August 1999  |

Der bestehende WM-Rekord wurde bei diesen Weltmeisterschaften nicht eingestellt und nicht verbessert.
Es waren zwei Landesrekorde zu verzeichnen:
- 14:59,68 min – Émilie Mondor (Kanada), 1. Vorlauf am 26. August
- 14:54,98 min – Courtney Babcock (Kanada), Finale am 30. August

## Vorrunde
Die Vorrunde wurde in zwei Läufen durchgeführt. Die ersten fünf Athletinnen pro Lauf – hellblau unterlegt – sowie die darüber hinaus fünf zeitschnellsten Läuferinnen – hellgrün unterlegt – qualifizierten sich für das Viertelfinale.

### Vorlauf 1
26. August 2003, 19:05 Uhr
| Platz | Name                 | Nation              | Zeit (min)  |
| ----- | -------------------- | ------------------- | ----------- |
| 1     | Edith Masai          | Kenia               | 14:45,35    |
| 2     | Tirunesh Dibaba      | Äthiopien           | 14:45,96    |
| 3     | Sun Yingjie          | Volksrepublik China | 14:46,73    |
| 4     | Marta Domínguez      | Spanien             | 14:48,33    |
| 5     | Zahra Ouaziz         | Marokko             | 14:52,66    |
| 6     | Gulnara Samitowa     | Russland            | 14:58,88    |
| 7     | Émilie Mondor        | Kanada              | 14:59,68 NR |
| 8     | Jane Wanjiku Gakunyi | Kenia               | 15:04,00    |
| 9     | Meseret Defar        | Äthiopien           | 15:11,72    |
| 10    | Olga Jegorowa        | Russland            | 15:12,41    |
| 11    | Kayoko Fukushi       | Japan               | 15:16,53    |
| 12    | Souad Aït Salem      | Algerien            | 15:34,64    |
| 13    | Catherine Chikwakwa  | Malawi              | 15:40,10    |
| 14    | Simret Sultan        | Eritrea             | 16:09,48    |
| 15    | Inés Melchor         | Peru                | 17:17,90    |
| DNS   | Lornah Kiplagat      | Niederlande         |             |

Im ersten Vorlauf ausgeschiedene Langstreckenläuferinnen:

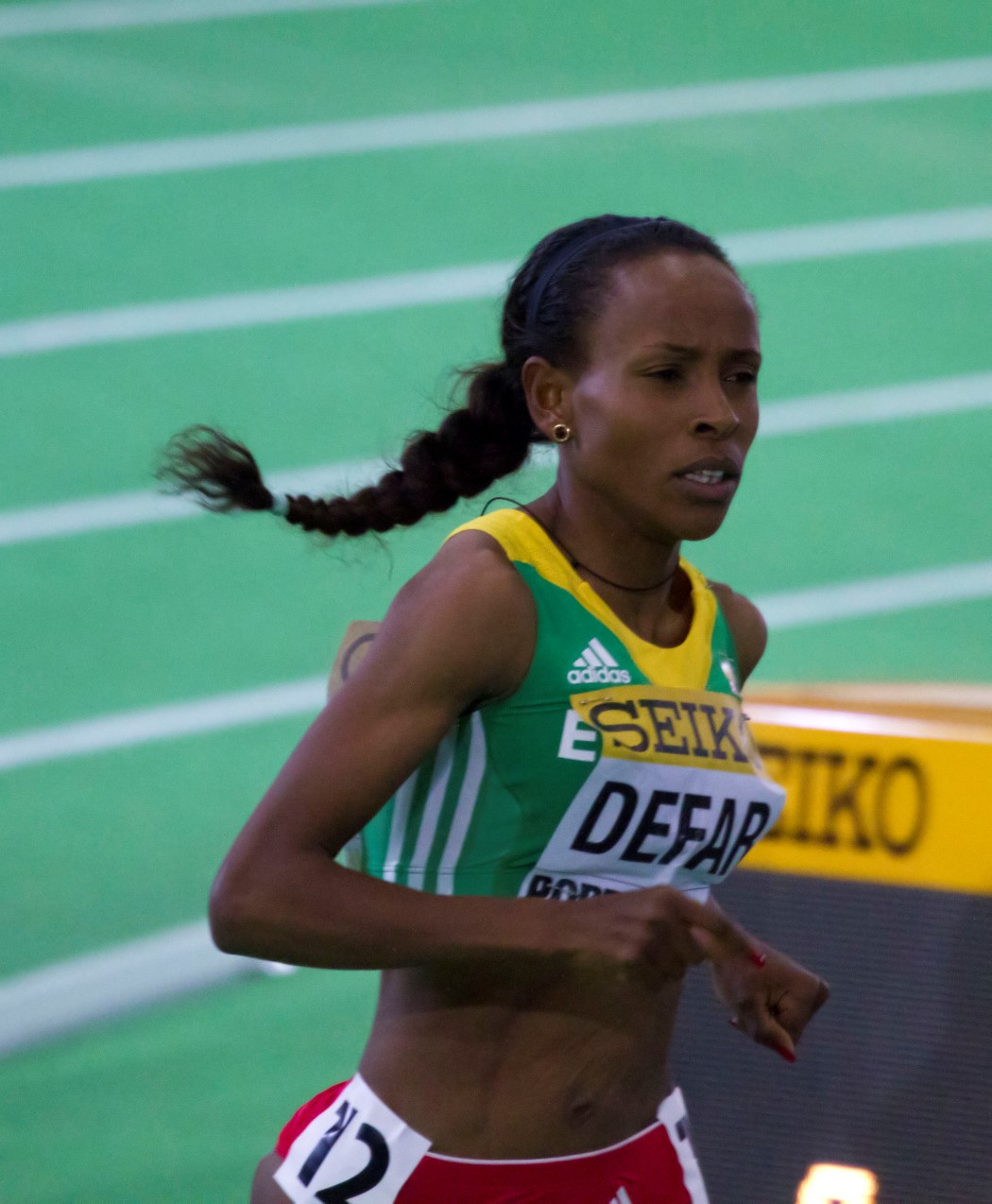
Meseret Defar Rang neun in 15:11,72 min
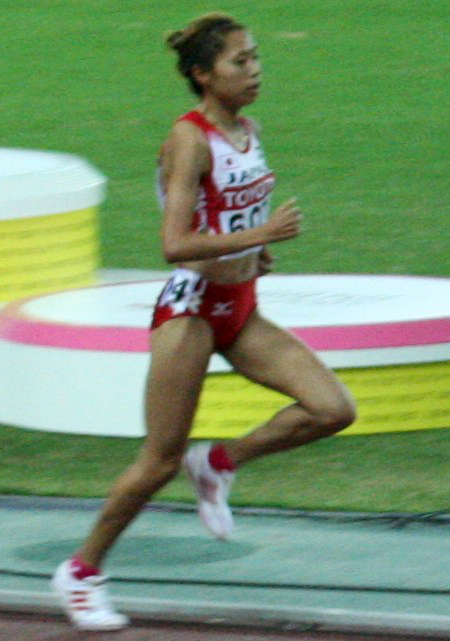
Kayoko Fukushi Rang elf in 15:16,53 min
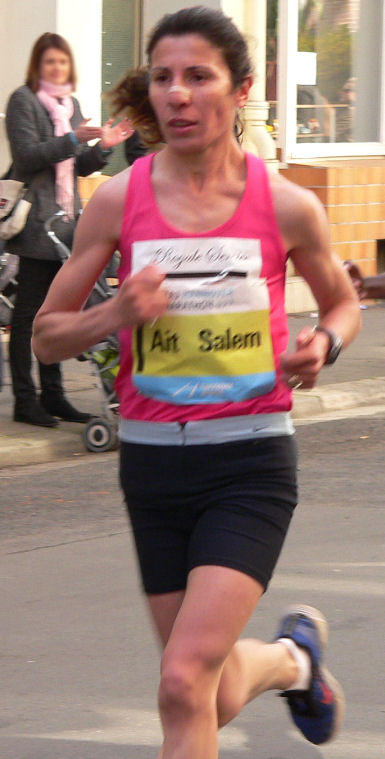
Souad Aït Salem Rang zwölf in 15:34,64 min
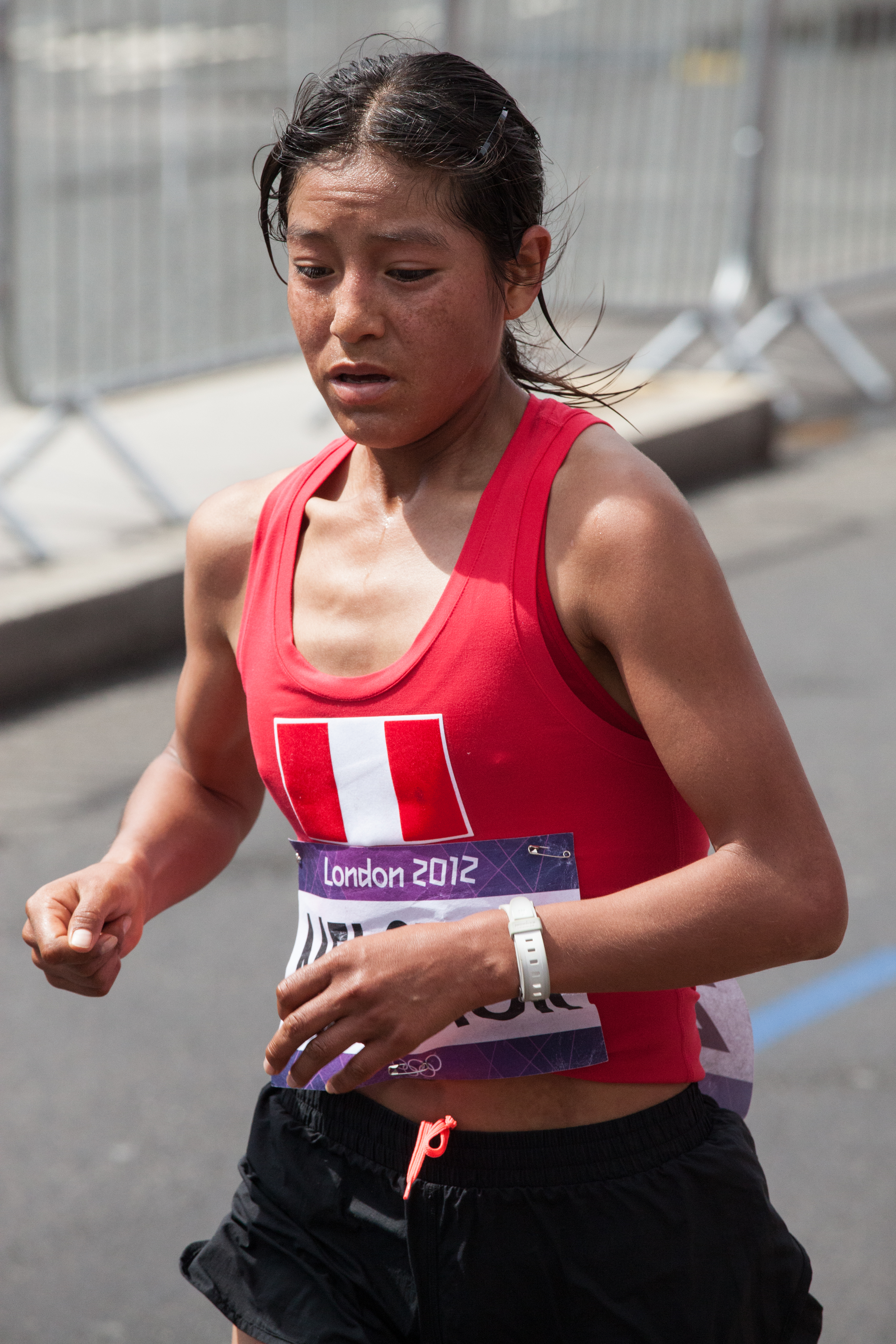
Inés Melchor Rang fünfzehn in 17:17,90 min

### Vorlauf 2

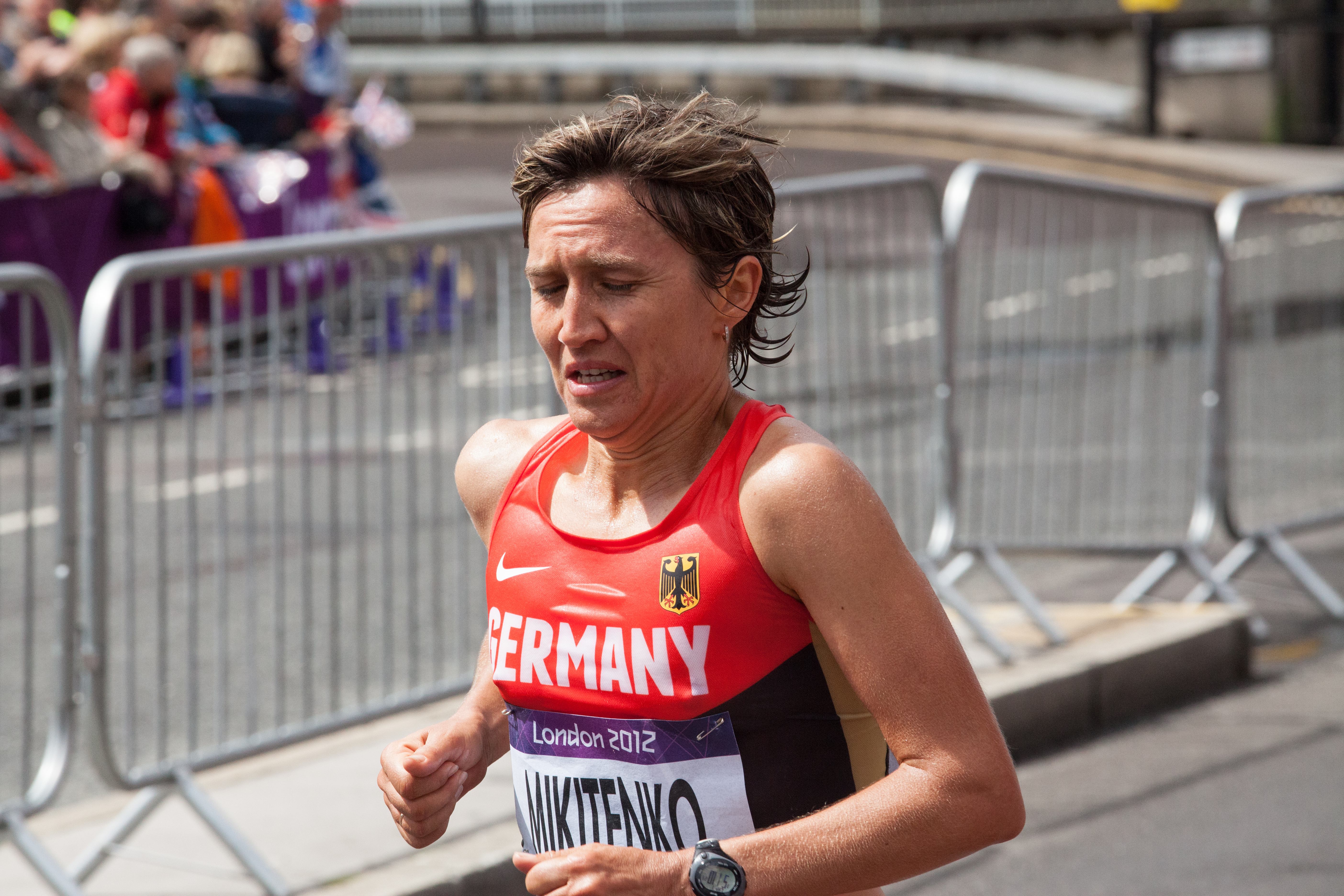
Irina Mikitenko – ausgeschieden als Neunte des zweiten Vorlaufs in 15:06,97 min
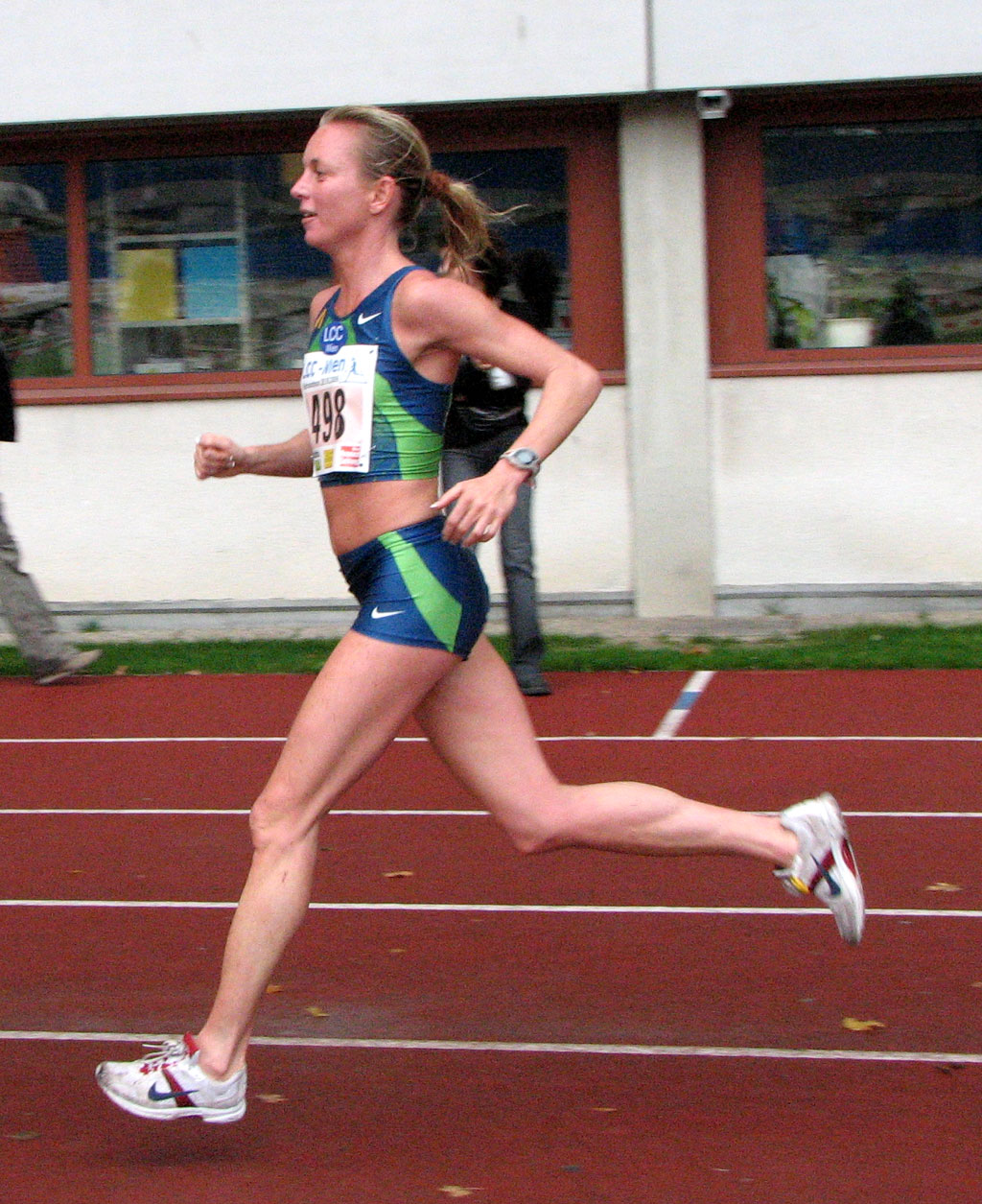
Susanne Pumper – ausgeschieden als Vierzehnte des zweiten Vorlaufs in 15:53,52 min
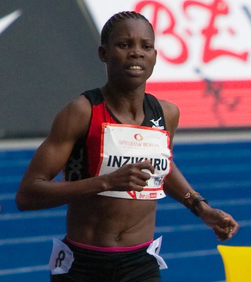
Dorcus Inzikuru – ausgeschieden als Fünfzehnte des zweiten Vorlaufs in 16:00,99 min

26. August 2003, 19:27 Uhr
| Platz | Name                   | Nation              | Zeit (min) |
| ----- | ---------------------- | ------------------- | ---------- |
| 1     | Elvan Abeylegesse      | Türkei              | 14:54,95   |
| 2     | Sonia O’Sullivan       | Irland              | 14:55,50   |
| 3     | Berhane Adere          | Äthiopien           | 14:56,01   |
| 4     | Isabella Ochichi       | Kenia               | 14:56,63   |
| 5     | Jelena Sadoroschnaja   | Russland            | 14:56,70   |
| 6     | Gabriela Szabo         | Rumänien            | 14:56,70   |
| 7     | Zhor El Kamch          | Marokko             | 15:00,61   |
| 8     | Courtney Babcock       | Kanada              | 15:01,48   |
| 9     | Irina Mikitenko        | Deutschland         | 15:06,97   |
| 10    | Restituta Joseph       | Tansania            | 15:10,54   |
| 11    | Lauren Fleshman        | USA                 | 15:12,71   |
| 12    | Xing Huina             | Volksrepublik China | 15:13,50   |
| 13    | Hrisostomía Iakóvou    | Griechenland        | 15:44,90   |
| 14    | Susanne Pumper         | Österreich          | 15:53,52   |
| 15    | Dorcus Inzikuru        | Uganda              | 16:00,99   |
| 16    | Lilian Claber Argereta | Honduras            | 20:17,90   |
| DNS   | Anesie Kwizera         | Burundi             |            |

## Finale

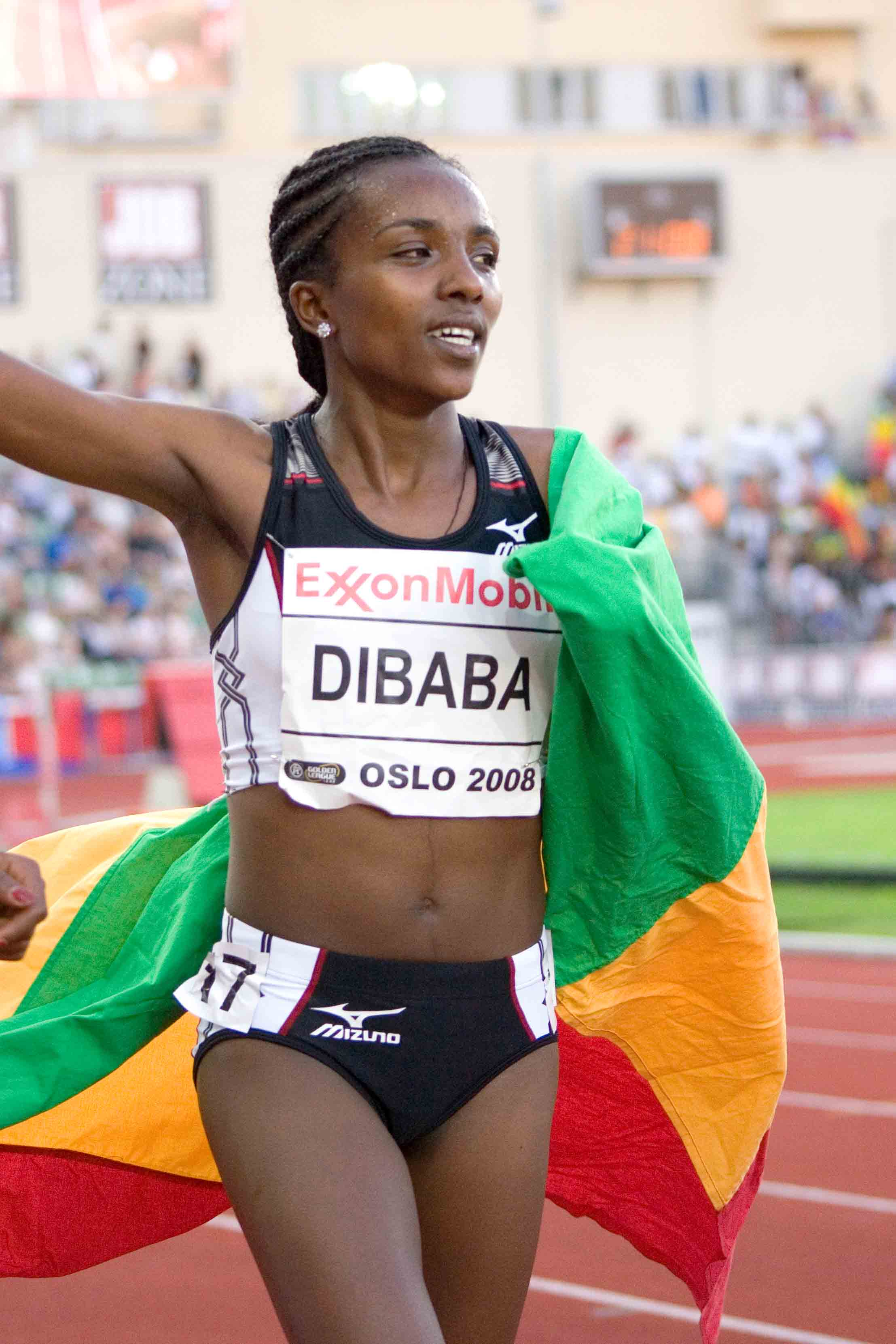
Weltmeisterin Tirunesh Dibaba

30. August 2003, 18:35 Uhr
| Platz | Name                 | Nation              | Zeit (min)  |
| ----- | -------------------- | ------------------- | ----------- |
| 1     | Tirunesh Dibaba      | Äthiopien           | 14:51,72    |
| 2     | Marta Domínguez      | Spanien             | 14:52,26    |
| 3     | Edith Masai          | Kenia               | 14:52,30    |
| 4     | Jelena Sadoroschnaja | Russland            | 14:52,36    |
| 5     | Elvan Abeylegesse    | Türkei              | 14:53,36    |
| 6     | Isabella Ochichi     | Kenia               | 14:54,08    |
| 7     | Gulnara Samitowa     | Russland            | 14:54,38    |
| 8     | Courtney Babcock     | Kanada              | 14:54,98 NR |
| 9     | Sun Yingjie          | Volksrepublik China | 14:57,01    |
| 10    | Berhane Adere        | Äthiopien           | 14:58,0     |
| 11    | Gabriela Szabo       | Rumänien            | 14:59,36    |
| 12    | Émilie Mondor        | Kanada              | 15:02,36    |
| 13    | Zahra Ouaziz         | Marokko             | 15:16,73    |
| 14    | Zhor El Kamch        | Marokko             | 15:29,72    |
| 15    | Sonia O’Sullivan     | Irland              | 15:36,62    |

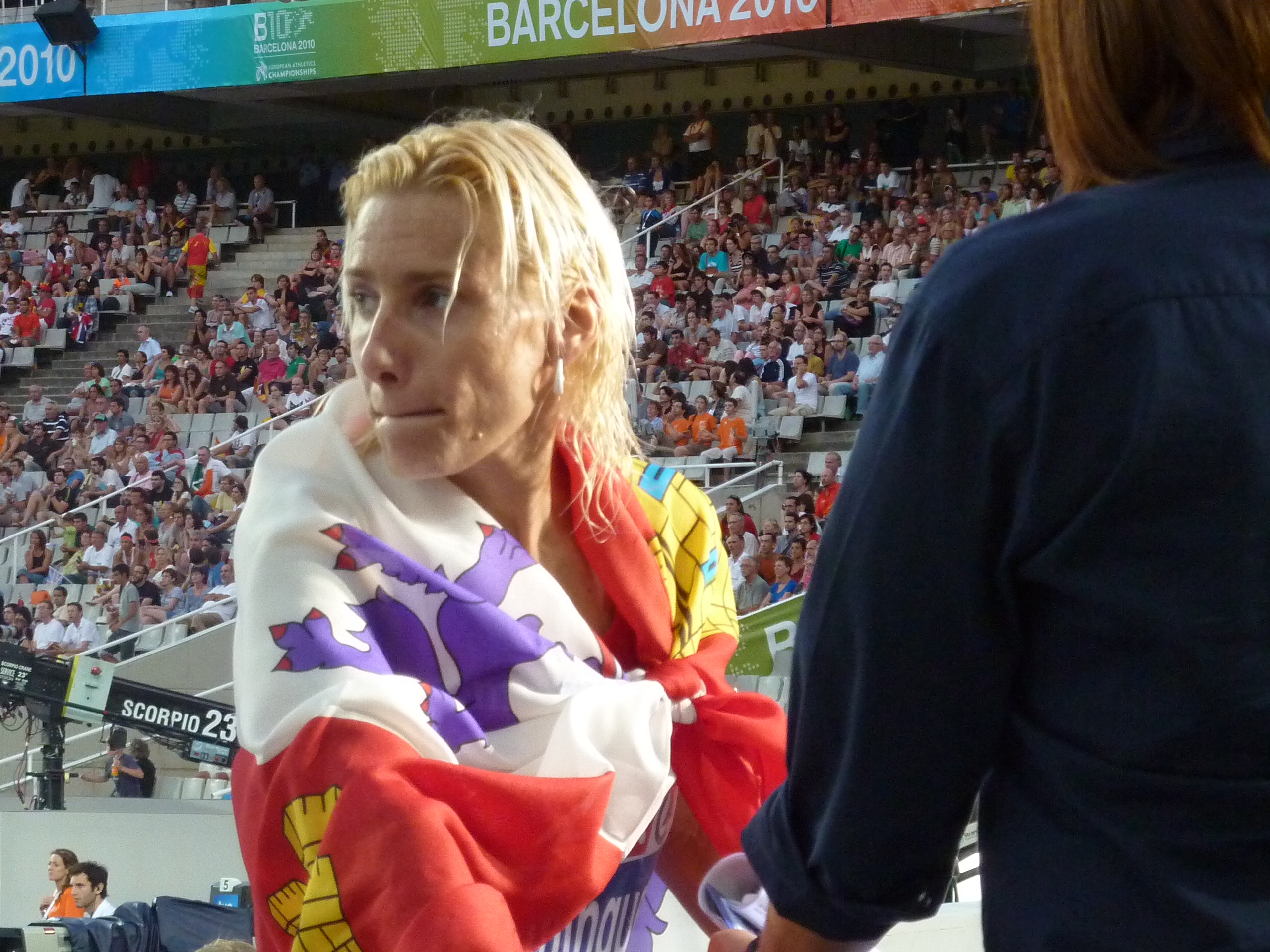
Die amtierende Europameisterin Marta Domínguez wurde wie zwei Jahre zuvor Vizeweltmeisterin
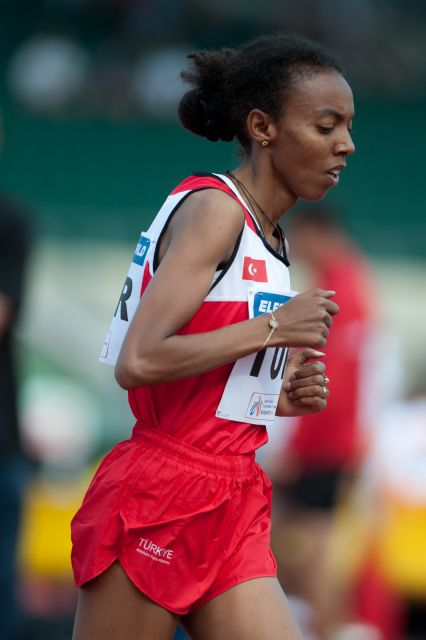
Elvan Abeylegesse belegte Rang fünf
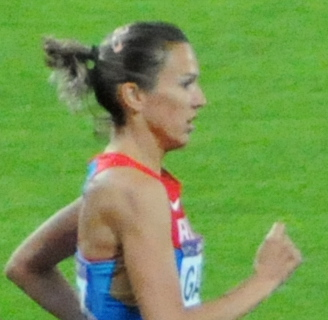
Gulnara Samitowa, spätere Gulnara Galkina, erreichte Platz sieben
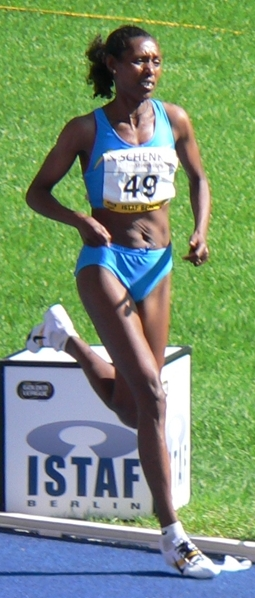
Berhane Adere, eine Woche zuvor Weltmeisterin über 10.000 Meter, wurde Zehnte
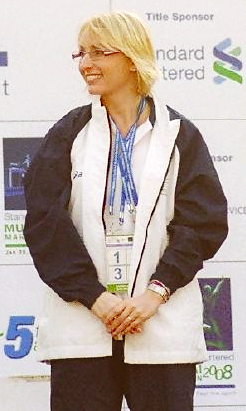
Gabriela Szabo, über 5000 Meter unter anderem zweifache Weltmeisterin (1997/1999) und 2000 Olympiasiegerin, kam auf den elften Platz
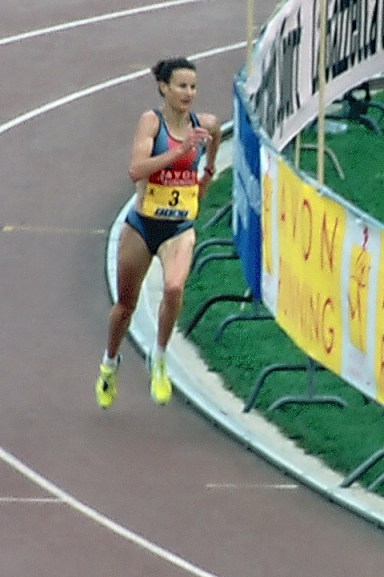
Rang fünfzehn für die in der Vergangenheit hochdekorierte Sonia O’Sullivan, unter anderem Weltmeisterin von 1995, Olympiazweite von 2000

## Video
- TIRUNES DIBABA PARIS 2003, Video veröffentlicht am 12. August 2015 auf youtube.com, abgerufen am 14. September 2020